# Altica browni
Altica browni är en skalbaggsart som beskrevs av Mohamedsaid 1984. Altica browni ingår i släktet Altica och familjen bladbaggar. Inga underarter finns listade i Catalogue of Life.